# Alfred H. Clifford
Alfred Hoblitzelle Clifford (ur. 11 lipca 1908 w Saint Louis, zm. 27 grudnia 1992 w Nowy Orlean) – amerykański matematyk znany przede wszystkim z pracy w teorii półgrup, której był jednym z twórców. Jego imieniem nazwano m.in. półgrupy Clifforda.